# گرایش مارکسیستی
گرایش مارکسیستی (روسی: Марксистская тенденция ; ام تی) یک سازمان تروتسکیست در روسیه می‌باشد، که در ماه مه ۲۰۱۹ در نتیجه ادغام بخش روسی گرایش بین‌المللی مارکسیستی با جناحی از حزب کارگران انقلابی تشکیل شد. بر اساس نظرات خود، ام تی یک سازمان کمونیستی می‌باشد که «در حال کار برای تشکیل بخش‌های ملی ای ام تی در قلمرو اتحاد جماهیر شوروی سابق است.»
این جنبش در تظاهرات ۲۰۲۱ و اعتراضات ضد جنگ ۲۰۲۲ شرکت کرد و همچنین مداخله نیروهای سی اس تی او در قزاقستان پر از اعتراض را محکوم کرد.